# الكويت في الألعاب البارالمبية الصيفية 2008
أرسلت الكويت وفداً للمشاركة في دورة الألعاب البارالمبية الصيفية 2008 في بكين، جمهورية الصين الشعبية. ووفقاً للسجلات الرسمية، تنافس ثمانية رياضيين في ألعاب القوى ورفع الأثقال والمبارزة على الكراسي المتحركة.

## ألعاب القوى
3 متنافسين:
رجال
| الاسم        | الفئة           | الحدث     | التصفيات | التصفيات | نصف النهائي | نصف النهائي | النهائي | النهائي | النهائي |
| الاسم        | الفئة           | الحدث     | النتيجة  | المركز   | النتيجة     | المركز      | النتيجة | النقاط  | المركز  |
| ------------ | --------------- | --------- | -------- | -------- | ----------- | ----------- | ------- | ------- | ------- |
| حمد العدواني | T53             | 100 م     | 15.75    | 5 q      | غ/م         | غ/م         | 15.36   | -       | 7       |
| حمد العدواني | T53             | 200 م     | 27.74    | 5 q      | غ/م         | غ/م         | 27.67   | -       | 6       |
| حمد العدواني | T53             | 400 م     | 52.84    | 3 q      | غ/م         | غ/م         | 51.03   | -       | 7       |
| عادل الرشيدي | F33-34/52 (F34) | رمي الجلة | غ/م      | غ/م      | غ/م         | غ/م         | 8.51    | 789     | 16      |
| عادل الرشيدي | F33-34/52 (F34) | رمي الرمح | غ/م      | غ/م      | غ/م         | غ/م         | 22.89   | 858     | 9       |

نساء
| الاسم        | الفئة              | الحدث     | التصفيات | التصفيات | نصف النهائي | نصف النهائي | النهائي | النهائي | النهائي |
| الاسم        | الفئة              | الحدث     | النتيجة  | المركز   | النتيجة     | المركز      | النتيجة | النقاط  | المركز  |
| ------------ | ------------------ | --------- | -------- | -------- | ----------- | ----------- | ------- | ------- | ------- |
| مها الشريعان | F32-34/52-53 (F32) | رمي الجلة | غ/م      | غ/م      | غ/م         | غ/م         | 4.67    | 918     | 9       |
| مها الشريعان | F32-34/51-53 (F32) | رمي القرص | غ/م      | غ/م      | غ/م         | غ/م         | 9.63    | 868     | 11      |

## رفع الأثقال
1 متنافس:
رجال
| الاسم        | الفئة | الحدث   | النتيجة | المركز |
| ------------ | ----- | ------- | ------- | ------ |
| محمد الخليفة | -     | -56 كجم | 130.0   | 14     |